# Mór Jókai
Mór Jókai, in origine Jókay Móricz de Ásva (Komárom, 18 febbraio 1825 – Budapest, 5 maggio 1904), è stato uno scrittore e drammaturgo ungherese.
La sua fama è legata in particolare ai romanzi.

## Biografia

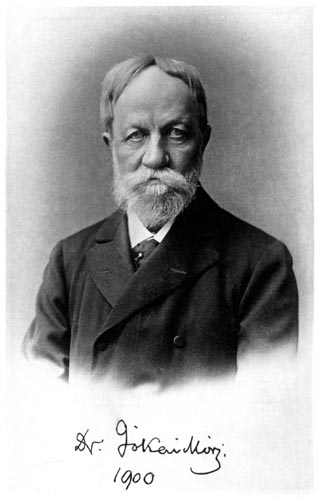
Mór Jókai

Jókai era nato a Komárom (Komárno in odierna Slovacchia - la parte sud della città è ancora in Ungheria). Suo padre József apparteneva alla famiglia Ásva, ramo dell'antica famiglia degli Jókay; sua madre apparteneva alla famiglia nobile dei Pulay.
Il ragazzo studiò dapprima in famiglia sino ai dieci anni, poi fu mandato a Pozsony (attuale Bratislava), nel collegio calvinista di Pápa, dove conobbe Sándor Petőfi, Sándor Kozma e diversi altri pallievi che divennero importanti in vari campi. In seguito completò i suoi studi a Kecskemét e a Pest (parte dell'attuale Budapest). Dopo la morte del padre intraprese studi giuridici per continuare l'attività del genitore ch'era avvocato. In seguito però preferì dedicarsi alla letteratura e alla politica. Lavorava intensamente, fino a dodici – quindici ore al giorno e ciò gli permise di scrivere un centinaio di romanzi. Il suo metodo era di leggere opere di tutte le letterature e di avere contatti diretti con la gente attraverso i giornali. Prima di essere romanziere fu poeta e commediografo, ma le sue opere teatrali non gli sono sopravvissute. La critica lo apprezzò come novelliere, il pubblico come romanziere.
Alcuni suoi romanzi possono essere definiti semistorici, in quanto l'autore mette in rilievo il carattere storico degli avvenimenti descritti.
Nel 1848 sposò l'attrice Róza Laborfalvi. Il matrimonio suscitò scandalo perché la donna era molto più anziana di lui e già madre di un bambino illegittimo.
Lo scrittore prese parte attiva alla rivoluzione ungherese del 1848; collaborò alla stesura dei 12 punti e scrisse articoli contro gli Asburgo nelle colonne di Pesti Hirlap e di Esti Lapok. S'incontrò anche con i ribelli viennesi. Seguì poi il governo fuggitivo a Debrecen.
Dopo lo sfortunato esito della rivoluzione ungherese fu costretto a fuggire e a nascondersi. Nel Diario di un fuggitivo (Egy bujdosó naplója) descrisse questo periodo. Nel 1849, grazie all'intervento di sua moglie, riuscì a ottenere un salvacondotto per Komárom. Ritornato, per lungo tempo condusse la vita di un sospettato politico.
Scrisse molti romanzi e diventò molto popolare. Le vendite dei suoi libri gli permisero di condurre una vita molto agiata. Viaggiò molto e accompagnò sua moglie nelle sue tournée.
In questo periodo cominciò ad avere problemi polmonari e cardiaci.
Iniziò in seguito a collaborare a diverse riviste e ne fondò alcune. Per un suo articolo ritenuto offensivo fu condannato a un anno di carcere (ma vi restò solo un mese)
Nel 1884 lo scrittore entrò in contatto con l'erede al trono austro-ungherese, l'arciduca Rodolfo. Da questo momento Jókai collaborò attivamente alla grande enciclopedia curata da Rodolfo che aveva come tema la geografia e le culture dei vari territori dell'impero austriaco e del regno ungherese: Die österreichisch-ungarische Monarchie in Wort und Bild. Dopo la morte del principe (gennaio 1889), Jókai proseguì nella collaborazione all'opera, che sarà ultimata nel 1901, a cura principalmente della moglie di Rodolfo, la principessa del Belgio Stefania di Coburgo-Gotha. I 24 volumi dell'opera furono editi parallelamente in tedesco ed in ungherese con il titolo Az Osztrák-Magyar Monarchia írásban és képben.
Nel 1886 morì sua moglie. Poco tempo dopo Jókai si risposò con un'attrice ventenne, Bella Nagy. Anche questa volta il matrimonio suscitò scandalo. I due non si preoccuparono degli attacchi e viaggiarono molto. Jókai continuò a scrivere altre numerose opere.
Nel 1894 apparve la sua opera completa in 100 volumi.
Nel 1904, al ritorno da un viaggio a Nizza, lo scrittore si ammalò e morì. Aveva 79 anni.

## Opere
- Hétköznapok (Giorni feriali - romanzo, Pest, 1846)
- Vadon virágai (Fiori selvatici - novelle, Pest, 1848)
- Forradalmi és csataképek 1848 és 1849-ből (novelle, Pest, 1850)
- Egy bujdosó naplója (Diario di un fuggitivo) novelle, Pest, 1851)
- Erdély aranykora (L'epoca d'oro della Transilvania - romanzo, Pest, 1852)
- Török világ Magyarországon (Mondo turco in Ungheria - romanzo, Pest, 1853)
- Egy magyar nábob (Un nababbo ungherese - romanzo, Pest, 1853–1854)
- Janicsárok végnapjai (romanzo, Pest, 1854)
- Kárpáthy Zoltán (romanzo, Pest, 1854)
- A régi jó táblabírák (romanzo, 1856)
- Szegény gazdagok (Poveri ricchi - romanzo, Pest, 1860)
- Az új földesúr (Il nuovo proprietario - romanzo, Pest, 1862)
- Politikai divatok (romanzo, Pest, 1862–1864)
- Mire megvénülünk (romanzo, Pest, 1865)
- Szerelem bolondjai (romanzo, Pest, 1868–1869)
- A kőszívű ember fiai (romanzo, Pest, 1869)
- Fekete gyémántok (Diamanti neri - romanzo, Pest, 1870)
- Eppur si muove. És mégis mozog a föld (romanzo, Pest, 1872)
- Az arany ember (L'uomo d'oro - romanzo, Pest, 1872)
- A jövő század regénye (Il romanzo del prossimo secolo - romanzo, Pest, 1872–1874)
- Enyém, tied, övé (Il mio, il tuo, il suo - romanzo, Budapest, 1875)
- Az élet komédiásai (romanzo, Budapest, 1876)
- Egy az Isten (C'è un solo Dio - romanzo, Budapest, 1877)
- Névtelen vár (Il castello senza nome - romanzo, Budapest, 1877)
- Szép Mikhál (romanzo, 1877)
- Rab Ráby (romanzo, Pozsony, 1879)
- Szabadság a hó alatt, vagy a zöld könyv (Libertà sotto la neve, o il libro verde - romanzo, 1879)
- Szeretve mind a vérpadig (Amato fino al patibolo - romanzo, Budapest, 1882)
- A lőcsei fehér asszony (La dama bianca di Leutschau -romanzo, Budapest, 1885)
- A cigánybáró (Il barone zingaro - romanzo, Budapest, 1885)
- Életemből (Dalla mia vita, Budapest, 1886)
- A három márványfej (romanzo, 1887)
- A lélekidomár (romanzo, 1888-89)
- A tengerszemű hölgy (romanzo, Budapest, 1890)
- Gazdag szegények (romanzo, Budapest, 1890)
- Nincsen ördög (romanzo, 1891)
- Rákóczy fia (Il figlio di Rákóczy - romanzo, 1891)
- Sárga rózsa (La rosa gialla, romanzo, Budapest, 1893)
- Fráter György (romanzo, Budapest, 1893)
- A Kráó (romanzo, 1895)
- Tégy jót! (romanzo, 1895)
- Öreg ember nem vén ember (romanzo, 1900)
- A börtön virága (romanzo, 1904)
- A két Trenk (I due Trenk - romanzo, Budapest, 1907?)

### Opere tradotte in italiano
- Quelli che amano una sola volta, Milano, Sonzogno, 1888. Traduzione Liszka on line http://mek.oszk.hu/06500/06510/
- Diamanti neri, Milano, Sonzogno, 1939. Traduzione di Elisabetta Magrini
- I due Trenk, Milano, Rizzoli, 1959. Traduzione di Ignazio Balla e Alfredo Jeri
- La rosa gialla, "Il romanzo per tutti" N. 7, Milano, Ed. Corriere della Sera, 1952; Milano, Rizzoli, 1962. Traduzione di Ignazio Balla e Alfredo Jeri
- Il tempo d'oro nella Transilvania, Milano, Sonzogno, 1894. Traduzione Liszka
- La dama bianca di Leutschau, Milano, Sonzogno, 1890. Traduzione Liszka
- La morte per un bacio, Milano, 1935
- Amato fino al patibolo, Milano, 1899
- Episodi della guerra della indipendenza ungherese nel 1848 e 1849, Fiume, 1890